# Metalimnobia californica
Metalimnobia californica là một loài ruồi trong họ Limoniidae. Chúng phân bố ở miền Tân bắc.